# Bolivia en los Juegos Olímpicos de Lake Placid 1980
Bolivia estuvo representada en los Juegos Olímpicos de Lake Placid 1980 por tres deportistas masculinos que compitieron en esquí alpino.
El portador de la bandera en la ceremonia de apertura fue el esquiador alpino Billy Farwig. El equipo olímpico boliviano no obtuvo ninguna medalla en estos Juegos.